# 愛宕神社 (野田市)
愛宕神社（あたごじんじゃ）は千葉県野田市の神社。

## 概略と沿革
923年（延長元年）に創建された。むかし村ができた頃に大火があったため、火の神である迦具土神を祀ることになった。
かつては神仏習合による愛宕権現であり、西光院と一体化していた。
境内には、松尾芭蕉の句碑がある（西光院にもある）。

## 交通アクセス
- 東武野田線愛宕駅より徒歩5分。